# Нийл Мелър
Нийл Андрю Мелър (на английски: Neil Andrew Mellor) е английски футболист, нападател. Футболист на „Ливърпул“ от 2002 до 2006 г. През 2004 г. отбелязва решителен гол в последната минута в мача Ливърпул – Арсенал, с който мърсисайдци побеждават с 2-1. От 2006 г. играч на Престън Норт Енд.